# Hans Friderichs
Hans Friderichs, né le 16 octobre 1931 à Wittlich, est un homme politique allemand, membre du Parti libéral-démocrate (FDP).
Après avoir été coordinateur fédéral du FDP entre 1964 et 1969, il est nommé secrétaire d'État au ministère de l'Agriculture de Rhénanie-Palatinat, puis ministre fédéral de l'Économie en 1972. Il démissionne en 1977 et intègre alors le secteur privé.

## Biographie

### Jeunesse et formation
Il obtient son Abitur en 1950, puis entreprend des études supérieures de droit à l'université de Marbourg. Il les poursuit à l'université de Graz et les achève à l'université Johannes Gutenberg de Mayence, où il décroche un doctorat en 1957. Deux ans plus tard, il passe avec succès son second diplôme juridique d'État.

### Des débuts rapides en politique
Membre du FDP à partir de 1956, il est nommé directeur général de la chambre de commerce et d'industrie de Hesse rhénane en 1959. Cette même année, il est élu à l'assemblée de l'arrondissement de Bingen, où il prend la présidence du groupe libéral en 1960. En 1963, il est promu adjoint au coordonnateur fédéral du parti, renonçant à sa carrière professionnelle.

### De nombreuses responsabilités
Il désigné, en 1964, coordinateur fédéral, avant d'être élu député fédéral de Rhénanie-Palatinat un an plus tard. Il quitte le Bundestag à la fin de son mandat, en 1969, et devient secrétaire d'État au ministère de l'Agriculture, de la Viticulture et des Forêts de Rhénanie-Palatinat, dirigé par le chrétien-démocrate Otto Meyer, renonçant dans le même temps à ses fonctions dans l'appareil du parti.
Réélu au Bundestag en 1972, il est nommé ministre fédéral de l'Économie le 15 décembre suivant, dans la coalition sociale-libérale du chancelier social-démocrate Willy Brandt. Il est désigné, en 1974, vice-président du FDP, puis reconduit au gouvernement après les élections fédérales de 1976. Toutefois, il décide de mettre un terme à sa carrière politique le 7 octobre 1977.

### Retour dans le secteur privé
Il revient en effet dans le secteur privé, en tant que membre du comité directeur de la Dresdner Bank, juste après le meurtre de son président Jürgen Ponto. Hans Friderichs est porté à la présidence de la banque l'année suivante et y reste jusqu'en 1985. Il est condamné à 61 500 deutsche mark d'amende pour fraude fiscale deux ans plus tard dans le cadre de l'affaire Flick, une affaire de corruption impliquant le groupe Flick et les principaux partis politiques allemands des années 1970.
Il est actuellement membre du conseil de surveillance de nombreuses sociétés telles que Goldman Sachs ou Schneider Electric. Il préside d'ailleurs celui d'Adidas, depuis 2007, et le conseil d'administration de l'université Johannes Gutenberg de Mayence.